# Sorál
Sorál (soralium) je místo na povrchu stélky lišejníku, kde vznikají soredie, práškovité propagule sloužící k rozmnožování. Někdy je a někdy není toto místo přesně ohraničeno. 